# OM-366
OM-366 é uma família de motores movidos a diesel fabricados pela Mercedes-Benz e que equipam alguns modelos de veículos comerciais produzidos a partir de 1987. São três variações com diferentes potências:
- OM-366: aspirado, desenvolvendo 136 CV equipava alguns modelos como os caminhões L1214, L1614 e 1714 e os ônibus OF-1115 e OF-1315;
- OM-366 A: turbo, desenvolvendo 186 CV  equipava alguns modelos como os caminhões L1618, 1718 e L2318. Ele também equipava os chassis Mercedes-Benz para ônibus OF-1318 e OF-1618.
- OM-366 LA: turbo cooler, desenvolvendo 210 CV equipava os modelos L1621 e 1721 e com 204 CV e 211 CV nos modelos L1620 (96 a 2011)[2], 1420 e 1720. Nos chassis para ônibus Mercedes-Benz equipava os modelos OF-1620 com 204 CV e OF-1721 com 211 CV.